# Belladone (bande dessinée)
Pour la plante herbacée, voir Belladone.
Pour le film d'animation, voir La Belladone de la tristesse.
Belladone est une série de bande dessinée d'aventure française créée par le duo de scénariste Ange, dessinée par Alary et publiée par Soleil Productions entre 2004 et 2007.

## Synopsis
L'histoire de Belladone se déroule en 1680, au cœur de la cour de Louis XIV. La Chambre Secrète gère les affaires du pays sans même que le roi s'en aperçoive ; pour cela elle est aidée par des agents surentrainés, dont une certaine Marie, alias Belladone.

## Albums
- Belladone, Soleil :

1. Marie, 2004  (ISBN 2-84565-858-3)[1].
2. Maxime, 2005  (ISBN 2-84946-094-X)[2].
3. Louis, 2007  (ISBN 978-2-84946-700-8).

- Belladone (intégrale), Soleil, coll. « La Preuve par 3 », 2007  (ISBN 978-2-84946-904-0).